# Viña Rock
El Festival de Arte Nativo Viña Rock es un festival musical español organizado anualmente el fin de semana previo al 1 de mayo. Desde sus inicios en 1996 se han celebrado en la ciudad albaceteña de Villarrobledo 25 ediciones consecutivas. En la edición de 2007 la empresa que organizaba el festival decidió trasladarlo a Benicàssim, en la provincia de Castellón, pero la Audiencia Provincial de Valencia ha concedido al Ayuntamiento de Villarrobledo (Albacete) la titularidad de la marca 'Viña Rock'. En la edición de 2008 se celebró como Viña Rock en Villarrobledo organizado por su ayuntamiento, y El Viña se celebró en Paiporta organizado por la empresa Matarile.
Es uno de los festivales más importantes de España junto con Primavera Sound Barcelona, FIB Benicasim, Mad Cool Madrid, BBK Live Bilbao o Resurrection Fest.

## Historia
En 1996 se crea el Festival Nacional de Música Apocalíptica, germen del actual Viñarock. Participan Platero y Tú, Extremoduro, Los Planetas, Los Enemigos y Australian Blonde. Las primeras ediciones se celebran en el campo municipal de deportes Nuestra Señora de la Caridad.
El nombre de 'Viña Rock' surgió en 1996, cuando un grupo de jóvenes se reunió con el concejal de Cultura de Villarrobledo para organizar en la localidad un festival de música 'arte-nativa'. La denominación se eligió por estar Villarrobledo considerado el 'mayor viñedo del mundo', al tener más de 32 000 hectáreas de viña. El festival ha mantenido a lo largo de la historia el nombre de 'Viña Rock', que la productora 'Matarile', dos años después de que comenzar a celebrarse, registró sin ponerlo en conocimiento del Ayuntamiento, organizador del evento musical.
Entre 1997 y 1998 el Festival va cogiendo forma, empezando la combinación rock + reggae + hip-hop, cambiando su nombre al actual Festival de Arte Nativo y ampliando su duración a tres días. En este contexto actúan grupos como O'funk'illo, La Mala Rodríguez o Estopa, así como habituales como Rosendo o Def Con Dos.
En 1999 comienza la tradición de incluir grupos latinoamericanos, empezando por A.N.I.M.A.L., y continuando por los brasileños Sepultura, los mexicanos Molotov, los franceses Sargento García o los italianos Banda Bassotti. 
En la edición de 2006, que congregó a más de 86.000 personas (cifras oficiales de la organización) que participaron en los tres días de esta edición, cuatro empresas retiraron su patrocinio debido a la actuación del grupo vasco Soziedad Alkoholika, acusado por la Asociación Víctimas del Terrorismo de apología del terrorismo. Un grupo de personas boicoteó hasta el punto de interrumpir la actuación de Ramoncín, cuya defensa de los derechos de autor como miembro de la junta directiva de la Sociedad General de Autores y Editores (SGAE) había despertado una gran controversia en España. El director del festival criticó tanto la polémica suscitada por la AVT como el boicot contra Ramoncín.

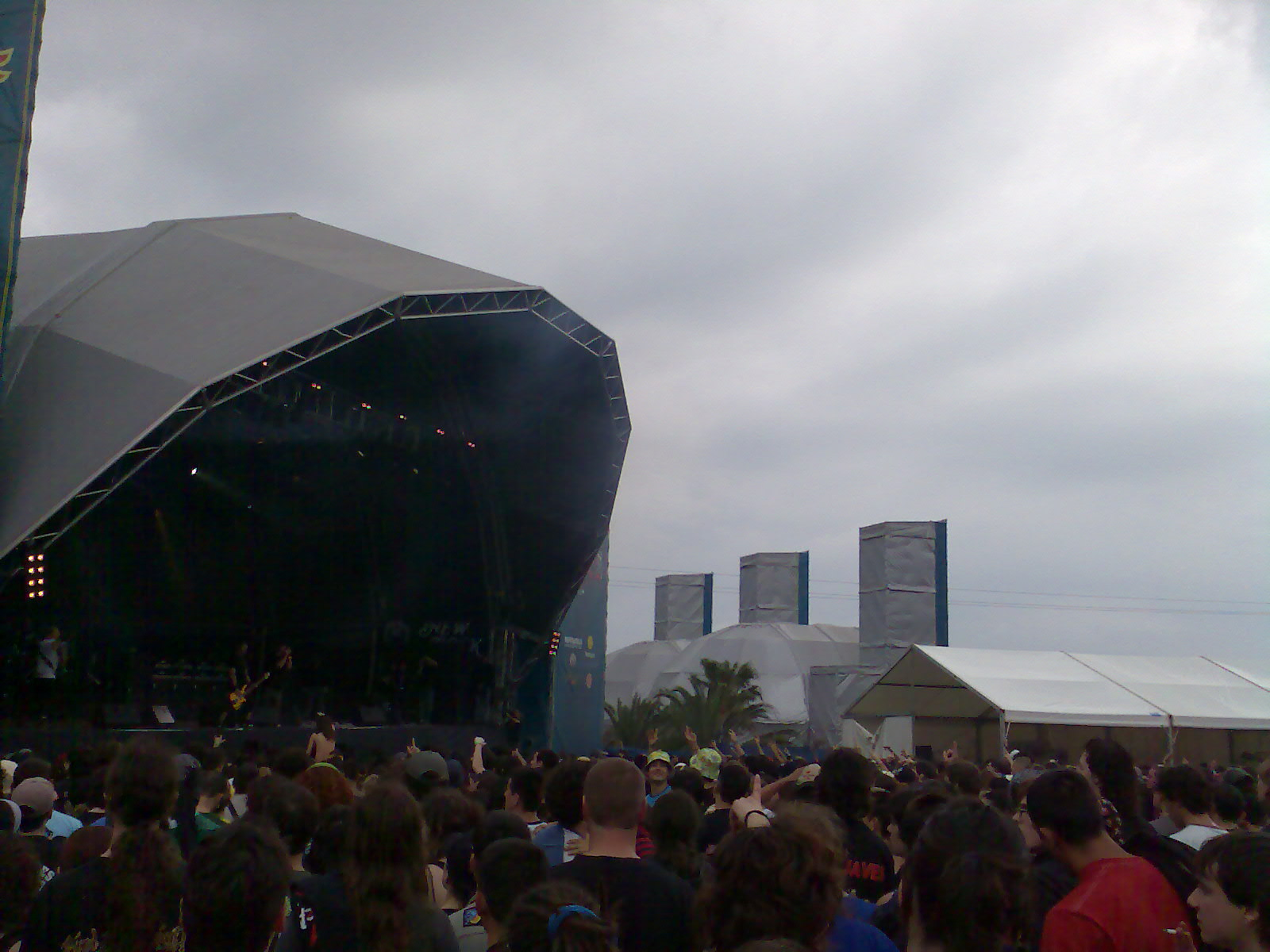
Festival Viña Rock 2007 única vez celebrado en Benicàssim.

En 2007 la organización decidió trasladar el festival a la localidad de Benicàssim (donde también se celebra el FIB), justificando una necesidad de mejora en las instalaciones ante el crecimiento continuo de asistentes y una total independencia por parte de la organización para elegir el cartel de artistas. Por su parte, el Ayuntamiento de Villarrobledo ha demandado a la empresa promotora porque alega un incumplimiento contractual que ligaba la realización de dicho evento en Villarrobledo hasta 2016. Finalmente fue el Ayuntamiento de la localidad manchega quién ganó el juicio y la empresa organizadora Matarile decidió cambiar el nombre a 'El Viña'. Como resultado de estos problemas, para 2008 existen dos festivales completamente independientes: El Viñarock, que se sigue realizando en Villarrobledo y El Viña, que tras las dificultades para ponerse de acuerdo con el Ayuntamiento de Benicàssim en cuanto al aforo y las fechas del festival, se ha convertido en un festival itinerante, realizándose la edición en junio de 2008 en Paiporta, población cercana a Valencia.[actualizar] Ambos festivales aseguran sin embargo en sus páginas web oficiales ser la XIII Edición del Festival Arte-Nativo Viñarock. La edición de 2008 en Villarrobledo se celebró normalmente durante los días 1 al 3 de mayo con unos 70.000 asistentes
En el 2009, la organización decide dejar de realizar un festival de rock y convertirlo en un festival con 25 grupos de hip hop y sólo 11 de rock, así como cancelar el escenario de Metal. Algo que ha generado gran controversia en los seguidores del mismo, pero que ha sido bien recibido por los medios de comunicación. Aun con estos cambios, Viñarock sigue siendo un referente internacional en la gira de los grupos importantes.
En 2009, la organización apostó por grupos de música más alternativa, apostando por formaciones tales como Che Sudaka, The Kluba, y Ska Reggae Ensemble, los cuales fueron muy bien acogidos por el público asistente a este festival.
En la edición de 2010, la organización celebró el XV aniversario del festival. Incluyeron 3 escenarios más: El Viña Beat (música electrónica), el Viña Clon (con tributos a grandes grupos) y el Chill Out. Además renovaron el cartel y le dieron algo de aire fresco, consiguiendo que grupos como La Pulquería, Los Fabulosos Cadillacs o Uzzhuaïa tocaran en el festival, aunque obviamente no faltaron clásicos como Violadores del Verso, Soziedad Alkoholika, Def Con Dos, Berri Txarrak o Molotov. Pese a la crisis, el Viña Rock 2010 echó el cierre con una asistencia que superó todas las expectativas. Casi 60.000 personas, según los organizadores, asistieron al festival. Cifras a las que hay que sumar 25.000 tiendas de campaña, 300 periodistas acreditados, 15.000 vehículos y más de 120 grupos que, según el alcalde de Villarrobledo Pedro Antonio Ruiz, confirma al Viña Rock como el mejor festival del país.
En la edición 2012, 80 grupos tocaron durante los días 28,29 y 30 de abril en 5 escenarios diferentes del recinto ferial de Villarrobledo. Entre ellos se destacan: Gritando en Silencio, Los Platero, Iratxo, Eskorzo, Betagarri, Cerebros Destruidos, Mala Reputación, Kaotiko, Barricada, Boikot, El tío de la careta, La Raíz, Obrint Pas, La Pegatina, Después de Todo, Koma, Su Ta Gar… La edición de 2012 contó con una fiesta de inauguración el día 27. Los escenarios Viña Beat y Chill Out fueron cancelados y los conciertos del Viña Clon se realizaron en el escenario Babilonia.
En la edición de 2013 tocaron más de 70 grupos durante los días 3, 4 y 5 de mayo. Además se realizó por primera vez el Viña Comedy un festival de humor de la mano de 3 cómicos de Paramount Comedy que tuvo una gran acogida en Villarrobledo.
Uno de los grupos que éxito tuvo esta edición, fue Ska-p que asistió al festival después de 6 años y presentó un nuevo disco.
La edición 2014, durante los días 1, 2 y 3 de mayo en Villarrobledo (Albacete), concluyó, superando su récord de asistencia, con más de 200.000 asistentes (según fuentes oficiales). Contó con un nuevo servicio para los asistentes del festival: Viña Grow 2014, primera feria cannábica en el festival de música Viña Rock. Viña Rock es el festival de arte-nativo más grande de Europa, que en su pasada edición congregó a más de 60.000 asistentes por día.
En la edición de 2015, el festival celebra su vigésimo aniversario con una fiesta el miércoles 29 de abril, contando con la presencia de Manu Chao, Trashtucada o La Pegatina. Al día siguiente siguió con la edición XX, con grupos que destacan como: Los Suaves, los cuales incluyeron el Viñarock dentro de su gira de despedida, Boikot, Sinkope, La Raíz, Los Chikos Del Maíz, Kaotiko, la Gossa Sorda, Fyahbwoy, Narco, Rosendo, Reincidentes, Non Servium, Warcry, Habeas Corpus, Natos y Waor, Morodo y muchos grupos más que hicieron vibrar Villarrobledo desde el jueves 1 de mayo hasta el sábado 3 de ese mismo mes. La organización estipuló una asistencia acumulada de más de 200.000 personas que visitaron el festival, lo que implica un aforo neto diario de unas 70.000, convirtiéndose así en un nuevo récord personal del Viñarock.
La edición 2016 del Viña Rock se celebró del 28 al 30 de abril
La edición de 2020 celebra el 25 aniversario del festival y se iba a celebrar los días 30 de abril, 1 y 2 de mayo. Pero por la pandemia de la COVID-19 la organización del Viña Rock lo ha aplazado a abril de 2022 en los siguientes días: 28, 29 y 30. Las ediciones más recientes tras la pandemia siguen reuniendo a más de 70.000 personas diarias, consiguiendo así el festival más de 240.000 asistentes, lo que lo posiciona entre los festivales más grandes del país.

## Polémica por financiación de KKR y boicot artístico (2024-actualidad)
En 2024, la adquisición de la promotora Superstruct Entertainment —propietaria del Viña Rock— por parte del fondo de inversión estadounidense KKR generó controversia debido a los vínculos de este con empresas que operan en territorios palestinos ocupados. Organizaciones pro-derechos humanos y el movimiento BDS señalaron que KKR es accionista mayoritario del grupo mediático Axel Springer SE, propietario del portal israelí Yad2, implicado en la venta de viviendas en asentamientos considerados ilegales por el derecho internacional.

### Boicot de artistas
La revelación provocó un boicot masivo de grupos históricamente vinculados al festival, que alegaron "contradicción con los valores antifascistas del evento". Entre los artistas que cancelaron su participación se encuentran:
- Talco (ska punk)
- Boikot (punk)
- Los de Marras (rap)
- Reincidentes (rock)
- Porretas (punk)
- Fermin Muguruza (músico)
- Kaotiko (punk)
- Sons of Aguirre (punk rock)
- Kaos Urbano (hardcore)
- El Niño de la Hipoteca (cantautor)
- Sinkope (ska punk)
- Dakidarria (rap)
- Gritando en Silencio (punk melódico)
- La Elite (hardcore)
- Kamikazes (rap)
- Free City (hip hop)
- Linaje (rap)
- Ill Pekeño (rap)
- Ergo Pro (punk rock)

### Reacciones
La organización del festival no emitió declaraciones oficiales, mientras que colectivos como Izquierda Unida apoyaron el boicot. Medios como El Salto documentaron peticiones de reembolso de entradas por parte del público.

### Impacto
La edición de 2025 registró un 30% menos de ventas anticipadas según datos no oficiales, y bandas como Reincidentes organizaron conciertos alternativos bajo el lema "Música sin ocupación".